# Joselane Santos
Joselane Santos (ur. 14 lipca 1984) – brazylijska narciarka dowolna, specjalizująca się w skokach akrobatycznych, która starty w Pucharze Świata rozpoczęła w 2014 r. Występowała także w zawodach Pucharu Północnoamerykańskiego oraz Pucharu Europy. Była ona uczestniczką Zimowych Igrzysk Olimpijskich w Soczi, w 2014 r.

## Osiągnięcia

### Igrzyska olimpijskie
| Miejsce | Dzień     | Rok  | Miejscowość | Konkurencja        | Wynik     | Zwyciężczyni | Źródło |
| ------- | --------- | ---- | ----------- | ------------------ | --------- | ------------ | ------ |
| 22.     | 14 lutego | 2014 | Roza Chutor | skoki akrobatyczne | 48.17 pkt | Ałła Cuper   | [ 1 ]  |

### Puchar Świata

#### Pozycje w klasyfikacji generalnej
| Sezon     | Miejsce | Punkty |
| --------- | ------- | ------ |
| 2013/2014 | 199     | 2      |

#### Pozycje w poszczególnych zawodach

##### Skoki akrobatyczne
| Sezon 2013/2014                                                       |             |                   |                      |                   |            |        |        |        |        |        |        |        |         |         |         |         |         |         |         |
| Beidahu 15.12                                                         | Pekin 21.12 | Deer Valley 10.01 | Val Saint-Come 14.01 | Lake Placid 18.01 | Mińsk 1.03 | Punkty | Punkty | Punkty | Punkty | Punkty | Punkty | Punkty | Pozycja | Pozycja | Pozycja | Pozycja | Pozycja | Pozycja | Pozycja |
| -                                                                     | -           | 30                | 25                   | 30                |            | 8      | 8      | 8      | 8      | 8      | 8      | 8      | 38      | 38      | 38      | 38      | 38      | 38      | 38      |
| Legenda                                                               |             |                   |                      |                   |            |        |        |        |        |        |        |        |         |         |         |         |         |         |         |
| 1 2 3 4-10 11-30 31-100 wyniki anulowane - – zawodnik nie wystartował |             |                   |                      |                   |            |        |        |        |        |        |        |        |         |         |         |         |         |         |         |